# Comté de Custer (Montana)
Pour les articles homonymes, voir Comté de Custer.
Le comté de Custer est un des 56 comtés de l’État du Montana, aux États-Unis. En 2010, la population était de 11 699 habitants. Son siège est Miles City. Il doit son nom à George Armstrong Custer, général américain.

## Géolocalisation
| Comté de Garfield | Comté de Prairie      |                 |
| Comté de Rosebud  | Comté de Custer       | Comté de Fallon |
|                   | Comté de Powder River | Comté de Carter |

## Principales villes
- Ismay
- Miles City